# Obélisque de Trinity House
L'obélisque de Trinity House (également connu sous le nom de Trinity House Landmark) est un obélisque situé à l'extrémité de Portland Bill (en), sur l'île de Portland, dans le comté du Dorset, en Angleterre. L'obélisque avait été créé comme un amer.
Il est maintenant protégé en tant que monument classé du Royaume-Uni de Grade II depuis 1978.

## Histoire
L'obélisque de 7 mètres de haut a été construit en 1844 pour avertir les navires des dangers des rochers affleurants au large de la côte de Portland Bill. Il se trouve à l'extrémité sud de l'île de Portland, devant le phare de Portland Bill, et marque également les roches s'étendant à 30 mètres du littoral.
L'obélisque, en pierre de Portland, est daté de 1844 sur sa face nord, qui est inscrite « TH 1844. » C'est un obélisque effilé à trois côtés sur un socle haut et avec une pointe pyramidale. Le monument a été sauvé de la menace d'une démolition en 2002, après que Trinity House ait considéré que le monument était trop coûteux à entretenir.